# Ranunculus kauffmannii
Ranunculus kauffmannii — вид рослин родини Жовтецеві (Ranunculaceae), поширений у помірній Євразії від Польщі до Японії.

## Опис
Стебла голі, непотовщені. Листки довгі, черешкові; пластинки в контурі віяловидні, поза водою сильно злипаються, 6–10 см завдовжки, багаторазово (4–5 разів) 3-роздільні (лише на кінцях 2-роздільні) на волосоподібні ніжні частки, внутрішня частина листка значно коротша від бічних. Квітконіжки довші від листя чи рівні їм. Квітки 12–15 мм в діаметрі. Пелюстки оберненояйцевидні. Тичинок 10–12. Плодиків ≈ 30, нерівнобоко-еліптичні, ≈ 2 мм довжиною, голі.

## Поширення
Поширений у помірній Євразії від Польщі до Японії. Росте у повільних водах.